# Pueblo anyi
El pueblo anyi (también conocido por agni, añi, any, aowin) pertenece al grupo Akan, específicamente a los llamados akan del oeste. Proceden de Anwianwia en la Región Occidental de Ghana. En el siglo XVI llegaron a los territorios del bajo Bandama y se extendieron por la costa atlántica hasta las riberas del río Comoé. Allí permanecieron, ocupando en la actualidad las regiones de Lagunes y Sud Comoé al sureste de Costa de Marfil y las tierras contiguas de la región Oeste de Ghana. Su principal reino fue el Sanwi que fundaron en el siglo XVIII. Fueron el primer pueblo en contactar con las fuerzas coloniales francesas y occidentalizar sus costumbres.
Hablan lengua twi y son en su mayoría cristianos. Su estructura social es matrilineal. Su población se estima que 1.600.000 personas. De las cuales 1.522.300 personas viven en Costa de Marfil y 81.000 en Ghana.

## Historia
Según la tradición akan, sus antepasados Nta Fo llegaron del norte al centro sur de Ghana y la zona oeste de Costa de Marfil sobre los siglos XI y XII. Se estima que fue una larga marcha por etapas que comenzó en la región del Chad Benue, siguiendo el Niger llegaron a su cuenca baja y atravesaron los actuales territorios de Benín y Togo para establecerse en la región de Adansi, centro de Ghana y cercana al lago Volta. De Adansi partirían los grupos Akan en oleadas que poblarían Costa de Marfil.
La gran dispersión akan se dará entre los años 1500 a 1800 d. C. Este gran movimiento de poblaciones tiene diversas causas. Las de carácter económico empujan en la exploración de nuevas regiones ricas en oro y en kola, productos que enriquecían y dinamizaban el comercio. También razones sociales, como la presión demográfica empujó a la búsqueda de nuevos territorios. Por último, razones políticas, rivalidades y disputas dinásticas que van provocando la dispersión en pequeños grupos o clanes en todas las direcciones, en procura de nuevos asentamientos.
El grupo akan que daría origen a los anyi se encontraba en la región de Anwianwia, en Ghana. En 1680 fueron atacados y derrotados por fuerzas del reino Denkyra. Eso los obligó a desplazarse, siguiendo el curso del río Tano que en su cuenca baja es actualmente sirve de frontera entre Ghana y Costa de Marfil. Esta marcha estuvo liderada por el jefe Amo Aseman.

### Reino de Enchi

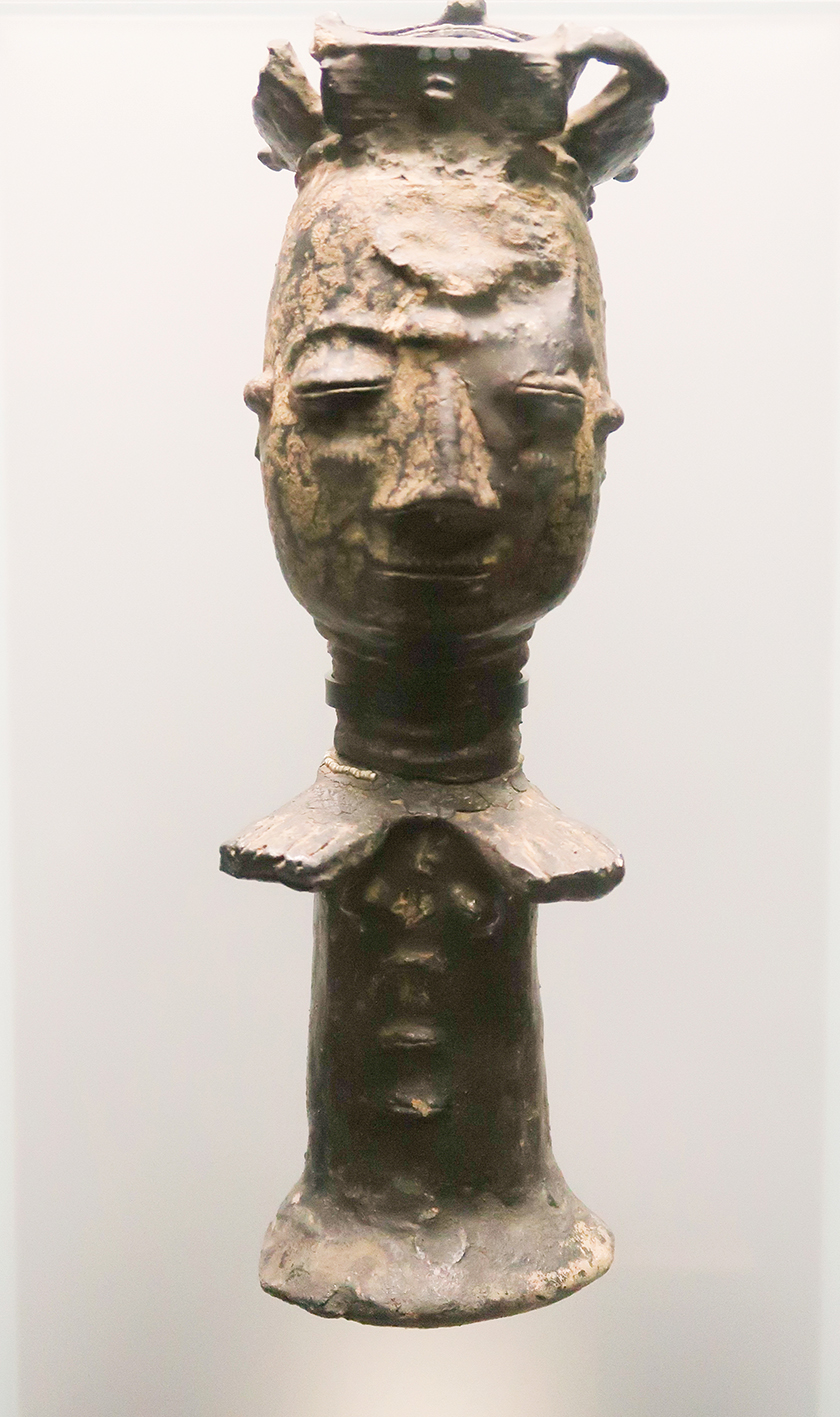
Figura funeraria del pueblo anyi

A finales del siglo XVII se encontraban en los territorios del bajo Tano, aún en Ghana y allí se mezclaron con poblaciones autóctonas. Alrededor de la ciudad de Enchi formaron un reino que fue adquiriendo prestigio y fortaleciendo su economía. Conquistaron los estados sefwi del norte y oeste. Sometieron el estado Agwa (Sohié y Anabula). La expansión les permitió fortalecer su economía con el comercio de oro y marfil. En el siglo XVIII en pleno proceso de consolidación el reino de Enchi fue atacado por el de los asante en el año 1715. Derrotados, los anyi debieron abandonar sus posesiones y desplazarse más al oeste, estableciéndose en la región de Asinie, en la zona sureste atlántica de Costa de Marfil (Región de Sud Comoé).

### Reino Sanwi
La expansión asante el siglo XVIII también provocó la caída de Denkyra y algunos grupos anyi establecidos en ese reino se desplazaron hacia los nuevos asentamientos costeros de sus parientes en la región Asinie. Este encuentro consolidó la organización anyi y el que fue su principal reino, el Sanwi, con capital de Krinjabo.
En torno al reino Sanwi se formaron otros más pequeños dominados por el pueblo anyi, entre ellos los de Ndemé, Diabé Monou, Ndentyé y Bettie. El florecimiento del comercio se fomentó con las rutas  que comunicaban con los mercados de Bonduku y del reino de Begho al norte, dominado por otro grupo de origen Akan, el pueblo abron. La prosperidad y expansión de los pueblos anyi llevó a la integración o dominación de otros pueblos vecinos con los que se fueron integrando y mezclando. Entre estos pueblos se hallaban los aboisse, agwa, abakulo y los ekuebo.
Poco se sabe de la evolución de estos reinos anyi. En el norte de Sanwi se fundaron los estados de Ndemé (Ndenye) y Diabé, en las mismas cronologías del reino Sanwi. Se atribuyen a los grupos de refugiados que llegaron desde Anwianwia, y que sometieron y ocuparon los territorios de los agwa, los abure y otros grupos de lagunas. Se sabe que hasta el año 1715 el reino de Demé mantenía lealtad a Aowin, pero una parte del grupo se rebeló contra tal situación y fundó el reino de Bettie. Una fracción del anyi, el monfwe, cruzó el río Camoé para crear el reino de Monou. No existe información sobre la evolución y relación entre estos reinos. Salvo que el de Ndmé terminó sometido a la autoridad Ashanti, quedando tributario del reino Sefwi de Wiawsao.

### Época Colonial

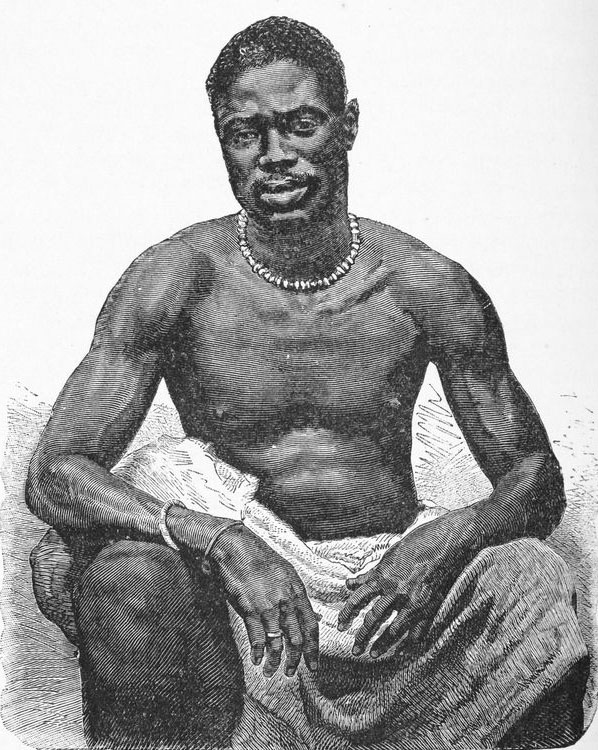
Retrato de un hombre de la etnia anyi de 1892

A inicios del siglo XIX la situación de los pueblos anyi pasaba por un cierto estado de pacificación con los pueblos vecinos de las lagunas y los baulé. Subsistían en su pequeños reinos, o principados formados por asociaciones familiares de diversos clanes ligados a la tradición ancestral anyi-akan. Los anyi desenvuelven una agricultura de subsistencia que incorpora productos traídos de América.
Presionados por los reinos asante, dos reinos nativos de Costa de Marfil, Aigini y Atokpora solicitan la protección de los franceses en 1843. Las fuerzas coloniales francesas instalaron puestos comerciales en la costa, consiguiendo la exclusividad del comercio a cambio de esa protección. En principio la relación de los anyi fue cordial con los nuevos habitantes, aunque no aceptaban una relación de sumisión.
A finales del siglo XIX se producen revueltas anticoloniales lideradas por Samori Turé, jefe del mayor imperio islámico de la época en África Occidental. Los anyi también se sublevan pero la diplomacia colonial los enfrenta al pueblo boulé, más fuerte y al que los franceses deseaban debilitar.
En 1898 los territorios dominados por Samori Turé son derrotados y la mayoría de los reinos y estados nativos suscriben acuerdos coloniales con los franceses. Desde la metrópoli europea se crea el África occidental Francesa, que agrupará los dominios en Senegal, Malí, Guinea y Costa de Marfil, a los que posteriormente añadirá Chad, Burkina Faso y Mauritania. Las comunidades anyi quedarán desde entonces destinadas a un proceso de occidentalización y sumisión política a los europeos, como el resto de los pueblos nativos.

### Independencia
En 1946 estallan revueltas anticolonialistas en todos los territorios de África Occidental Francesa. En 1950 los anyi tienen un fuerte enfrentamiento con grupos del pueblo eatilé, también de origen akan. La violencia de los enfrentamientos une a los anyi que intentan separarse de la colonia de Costa de Marfil.
Desde el 7 de agosto de 1960 forman parte como ciudadanos de la República de Costa de Marfil. Mientras unas comunidades más pequeñas viven en similar situación en la República de Ghana. (guía, 207, 267)

## Sociedad

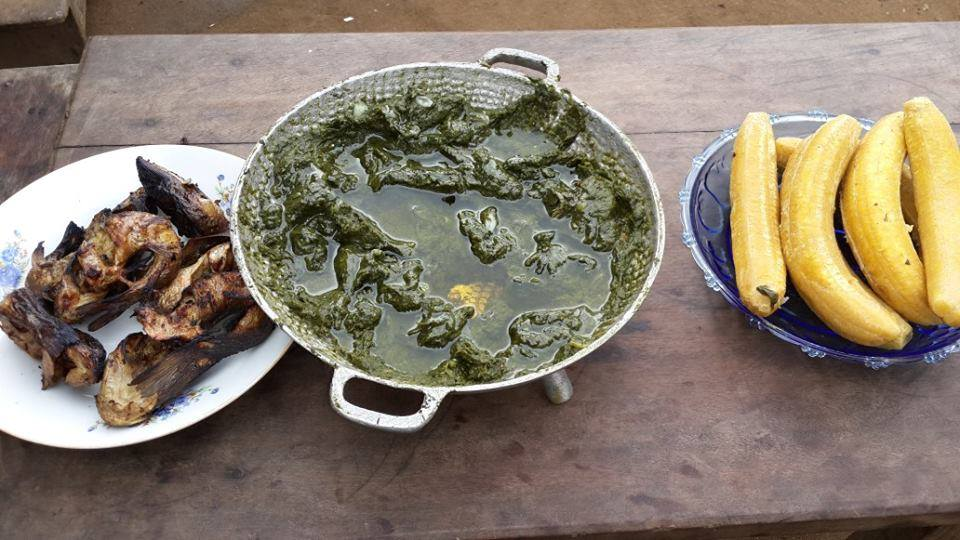
Plato tradicionales de Costa de Marfil

En esta primera etapa se organizaban en aldeas independientes hasta que se integraron al principado de Fomena a principios del siglo XVI. El comercio del oro y las plantaciones de kola eran su mayor riqueza. Utilizaban mano de obra esclava para las explotaciones agrícolas.
En su organización social incipiente, los anyi siguen la tradición aka, donde cada familia tenía un abusuapanin (jefe), estructura que se repetía cada clan. Las familias o clanes tenían sus propios dioses o espíritus, modelo que se repetía en las aldeas Los sacerdotes estaban investidos de poderes especialmente reconocidos por las comunidades. Por lo tanto desde los inicios los anyi contaron con una estructuración social básicamente organizada en tres clases: una aristocracia gobernante formada por sacerdotes y reyes, la masa de ciudadanos comunes y los esclavos domésticos, relativamente pocos en número.
Las continuas migraciones y la hibridación con otros pueblos y culturas a lo largo de los siglos XVI y XVIII irán desarticulando y reorganizando la sociedad tradicional anyi. El contacto con la civilización europea terminará por desplazar las antiguas estructuras sociales provocando una fuerte occidentalización de sus gentes.

## Subgrupos y clanes

### Pueblo abi
Pertenece al grupo anyi. Sus principales comunidades se encuentran en el sureste de Costa de Marfil. Son agricultores y destacan sus plantaciones de café, cacao y aceite de palma.